# یواس‌ان‌اس یوکان (تی-ای‌او-۲۰۲)
یواس‌ان‌اس یوکان (تی-ای‌او-۲۰۲) (به انگلیسی: USNS Yukon (T-AO-202)) یک کشتی است که طول آن ۶۷۷ فوت (۲۰۶ متر) می‌باشد. این کشتی در سال ۱۹۹۳ ساخته شد.